# Turbonilla zulmae
Turbonilla zulmae is een slakkensoort uit de familie van de Pyramidellidae. De wetenschappelijke naam van de soort is voor het eerst geldig gepubliceerd in 1998 door Pimenta & Absalão.